# Army of Zombies
Army of Zombies (Kuutamosonaatti 2: Kadunlakaisijat) ist eine finnische Zombie-Persiflage des Regisseurs Olli Soinio aus dem Jahr 1991.
Die Horrorkomödie, der auch unter dem deutschen Verweistitel Muttertag 3 bekannt ist, ist eine Fortsetzung des 1988 veröffentlichten Muttertag II.

## Handlung
Der debile Einsiedlersohn Sulo ist der einzige Überlebende der Kyyrölä-Familie, die einst von aufgebrachten Bürgern für diverse Vergehen ermordet wurde. Nach siebenmonatiger Flucht vor seinen Häschern kehrt der Geistesgestörte schließlich in das abgelegene, von den Einheimischen gemiedene „Haus des Bösen“ zurück, wo er seine teils mumifizierten Familienmitglieder vorfindet. Er reanimiert mit abstrusen Mitteln zunächst seine tote Mutter wie auch seinen halbverwesten, sich unwiderstehlich zu Frauen hingezogen fühlenden jüngeren Bruder Arvo. Auf Drängen der wiederbelebten Mutter wird auch das treulose und aufbrausende Oberhaupt der Sippe zu neuem Leben erweckt, der einst nach dem Genuss von Selbstgebrautem volltrunken im Sumpf verschwand. Die psychopathische Familie ist nun wieder vereint.
Am nächsten Morgen wird der entstellte und sichtlich verwahrloste Arvo – er verliert ständig seinen Unterkiefer – in die feindliche Großstadt entsandt, um Geld für die Familie zu verdienen. Dem einfältigen Arvo gelingt es aber nicht, sich in einem festen Beschäftigungsverhältnis zu etablieren. Vielmehr schafft er es innerhalb kürzester Zeit, das zusammengesparte Geld auszugeben. Daher reisen Mutter und Sulo Kyyrölä auf der Suche nach Arvo in die ungeliebte Großstadt.
Derweil belebt der alleingelassene Vater Kyyrölä Mitglieder der revolutionären „Roten Garde“ von 1918 aus einem nahegelegenen Sumpf. In Begleitung dieser für den sozialistischen Umsturzversuch kämpfenden Armee – in Wirklichkeit handelt es sich um sieben Auferstandene – begibt sich der Vater schließlich ebenfalls in die Großstadt.
Der verlorene Sohn ist schnell gefunden, die Mutter ist wieder mit ihren Söhnen vereint. Dennoch benötigt die Familie weiterhin Geld, also schleichen sich die zwei Brüder heimlich davon, um selbstgebrannten Fusel zu verkaufen. Dabei gerät das Duo, wie die auch mittlerweile eingetroffenen Roten Garden, in die Wahl einer Schönheitskönigin, die in einem Vergnügungspark abgehalten wird. Die anwesenden Wiedergänger lösen einen Zustand öffentlicher Hysterie und Panik aus, die angestrebte Revolution gerät zur Nebensache. Nachdem sich die Lage normalisiert, reisen Mutter Kyyrölä und Sulo zurück, Arvo wählt die liebgewonnene Freiheit, ein Leben abseits der ländlichen Einöde.

## Kritiken
Das Lexikon des internationalen Films schrieb, der Film sei aufgrund des „einfallslosen Getümmels“ in „Drehbuch, Regie und Darsteller“ nicht überzeugend und könne weder „Horror noch Humor“ hervorrufen.